# Apropiación cultural
Las apropiación cultural es la adopción o uso de elementos culturales por parte de miembros de otra cultura. Existen diversos tipos; a la variable por la cual se popularizó este concepto, se le conoce como apropiación cultural indebida; a menudo es retratada como dañina y se le considera una violación del derecho de propiedad intelectual contra la cultura de origen. La apropiación cultural puede incluir usar tradiciones, comida, símbolos, tecnología, y canciones culturales de otras culturas. La apropiación indebida es diferente a la aculturación, a la asimilación o al intercambio cultural, ya que la apropiación, sea o no indebida, se refiere a la adopción de elementos culturales de manera colonial: Elementos culturales de una cultura minoritaria son copiados por una cultura dominante, entonces estas características son utilizadas fuera del propio contexto cultural, a veces usadas a pesar de los deseos de conservación por parte de la cultura de origen.
En diversas ocasiones, cuando el significado original de algunos elementos culturales se pierde o se distorsiona, personas pertenecientes a las respectivas culturas suelen ver estos actos como irrespetuosos o incluso como una forma de profanación. Algunos elementos culturales con gran significado para la cultura de origen, a veces, son reducidos a modas y/o juguetes exóticos por la cultura dominante. Kjerstin Johnson escribió que, cuando esto está hecho, el imitador, «que no experimenta esa clase de opresión es capaz de “jugar”, temporalmente, con algo exótico, sin vivir la discriminación diaria a la que se enfrenta la otra cultura». El profesor, escritor y músico afroamericano Greg Tate entiende que la apropiación y la “fervorización” de una cultura, de hecho, alinea a aquellas personas cuya cultura está siendo apropiada. Por otro lado, algunos profesores (quiénes?)argumentan que el concepto es malinterpretado por el público general. 

## General
La apropiación cultural puede suponer el uso de ideas, símbolos, utensilios u otros aspectos de la cultura visual y no visual. 
Debido a su controversia, la apropiación cultural ha sido desde siempre un sujeto de debate. La oposición no considera muchos ejemplos de apropiación indebida como tales en los casos en los que la cultura sometida es una minoría o está oprimida social, política, económica o militarmente por una cultura dominante, o cuando se involucran otras cuestiones como conflictos étnicos o raciales. Esto se observa en el empleo de los símbolos o elementos culturales como pueden ser la música, la danza, ceremonias, formas de vestir, de hablar y comportamiento social, originarios de una cultura oprimida, terminan convirtiendo en algo trivial y mainstream en lugar respetar su significado original.
Otro punto de vista sobre la apropiación cultural establece que las críticas de dicha práctica son "un obstáculo para la interacción entre culturas". Sin embargo, las culturas existentes hoy en día son en sí mismas, producto de la apropiación cultural. Es por ello que la apropiación es considerada injusta, no por la influencia que poseen unas culturas sobre otras, sino por la intención del apropiador. 
Los defensores de la apropiación cultural la consideran benigna y, a la vez, beneficiosa para ambas culturas, pues valoran aspectos como la diversidad, la difusión tecnológica o la empatía entre culturas, ejemplos de sus beneficios. Por ejemplo, la película Star Wars, tomó elementos de La fortaleza escondida de Akira Kurosawa, quien a su vez apropió elementos de Shakespeare. Además, la fusión entre culturas ha supuesto la creación del sushi japonés moderno o la gastronomía chino-estadounidense, y ambas han argumentado que reflejan la su identidad cultural.

## Estudio académico
George Lipsitz, teórico sobre culturas y razas, empleó el término "estrategia antiesencialista" para referirse al uso calculado y conciso de un elemento cultural, para definirte a ti mismo a tu grupo. La estrategia antiesencialista puede verse tanto en las culturas minoritarias como en las mayoritarias. Lipsitz sostiene que cuando una cultura mayoritaria trata de tomar elementos de una minoritaria, debe reconocer las circunstancias históricas y sociales y el significado de tales elementos con el fin de no perpetuar la ya existente.[cita requerida]

## Ejemplos

### Arte, iconografía y decoración

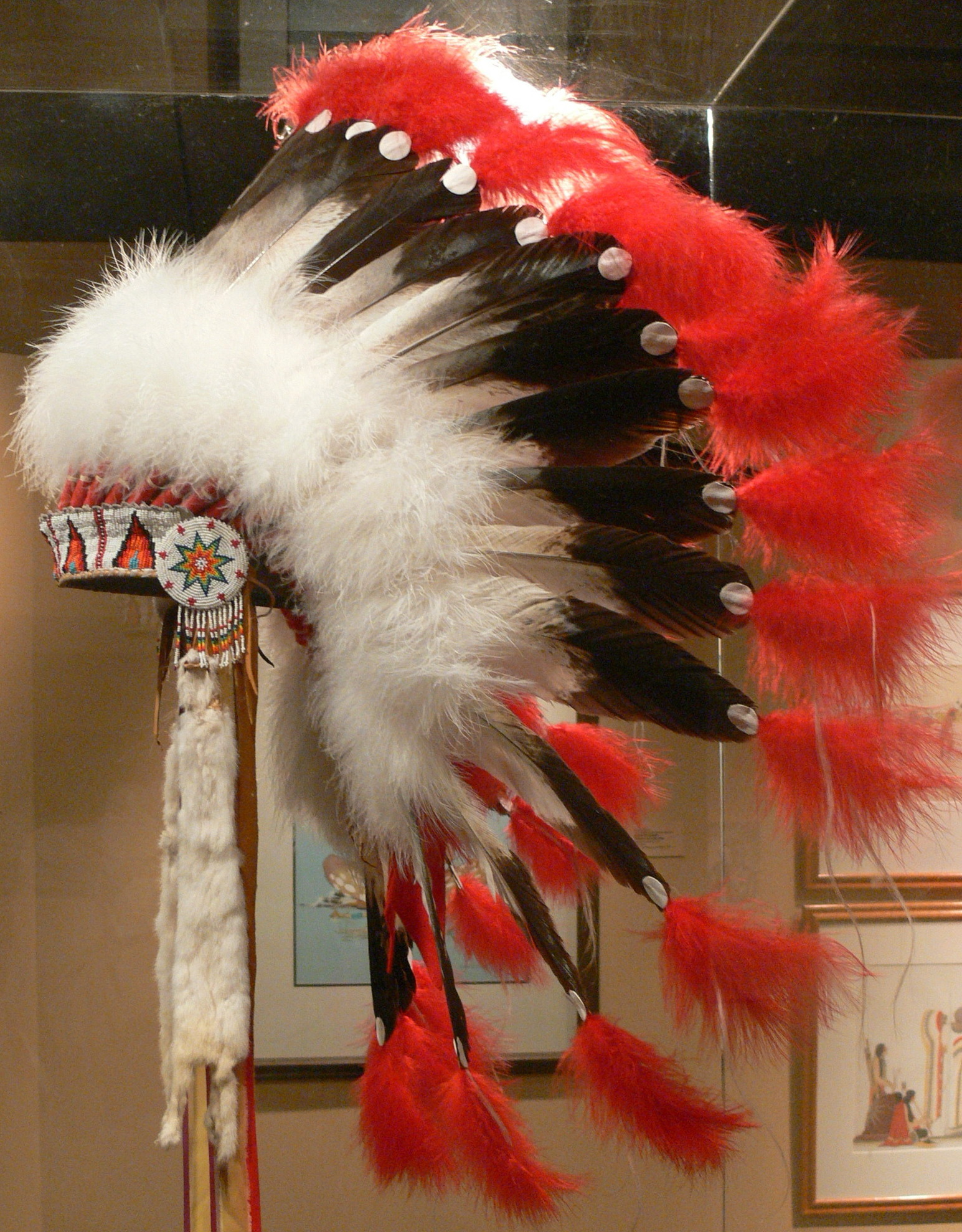
Capo de guerra.

Un ejemplo común de apropiación cultural es la adopción de la iconografía de otra cultura, y usarla con fines no intencionados por la cultura original o incluso ofensivo para sus costumbres. Algunos ejemplos, pueden incluir a equipos deportivos que utilizan nombres tribales nativo-americanos, llevar joyería o ropa con símbolos religiosos como los capos de guerra o ruedas medicinales sin creer en esas religiones. También imitar iconografías de la historia de otras culturas como los tatuajes tribales polineses, caracteres chinos o arte celta llevados sin ninguna consideración sobre el significado de la cultura de origen. Los que critican esta práctica de apropiación cultural argumentan que separar esta iconografía de su contexto cultural o tratarla como kitsch puede ofender a las personas que veneran o pretenden conservar sus tradiciones culturales.
En Australia, los artistas aborígenes han discutido sobre una marca de autenticidad para asegurarse de que el consumidor sea consciente de que existen piezas de arte que son calificadas con un significado aborigen falso. Este movimiento ganó impulso en 1999 con la condena impuesta a John O’Loughlin tras la fraudulenta venta de pinturas denominadas aborígenes aunque ninguna de ellas había sido realizada por artistas indígenas.
Históricamente, algunos de los debates más intensos sobre casos de apropiación cultural han ocurrido en lugares donde el intercambio cultural es inmenso, tales como a lo largo de las rutas comerciales en el suroeste de Asia y el sudeste de Europa. Algunos estudiosos del Imperio Otomano y el antiguo Egipto argumentan que las tradiciones arquitectónicas otomanas y egipcias han sido falsamente reivindicadas y elogiadas como persas o árabes.

#### Religión y espiritualidad
La representación incorrecta o uso inadecuado de la propiedad intelectual indígena se considera una forma de colonialismo además de suponer la destrucción de las culturas indígenas.
Las consecuencias del uso de los elementos indígenas han supuesto la expedición de numerosas declaraciones por parte de algunas tribus y de la Asamblea General de las Naciones Unidas. La “Declaración de Guerra Contra los Explotadores de Lakota Spiritually” incluye el siguiente pasaje:

Tomamos una postura de cero tolerancia hacia cualquier “hombre blanco chamán” que “autoriza” la expropiación de nuestras ceremonias y rituales por parte Americanos no nativos, estos llamados plastic medicine men son enemigos de las poblaciones de Lakota, Dakota y Nakota

El artículo 31 1 de La Declaración de los Derechos de la población indígena de las Naciones Unidas recoge que:

La población indígena tiene el derecho de mantener, controlar, proteger y desarrollar su herencia cultural, sabiduría y expresiones culturales, así como sus proyectos científicos y tecnológicos, incluyendo además, recursos humanos y genéticos, medicina, semillas y conocimientos sobre la fauna y flora, la tradición oral, obras literarias, diseños, deportes, juegos tradicionales y artes escénicas. Además tienen el derecho de mantener. controlar, proteger y desarrollar su propiedad intelectual acerca de su herencia cultural, conocimientos tradicionales y expresiones culturales.

Muchos nativos americanos han criticado lo que ellos consideran ser apropiación cultural de las ceremonias “cabaña de sudar” y “búsqueda de visión” por parte de la población no nativa americana, e incluso por tribus que tradicionalmente no han celebrado estas ceremonias. Además afirman que existe un mayor riesgo cuando las ceremonias la llevan a cabo no nativos, suponiendo las muertes y/o accidentes en 1996, 2002 y 2004, especialmente en 2009.
En 2015, un grupo de académicos y escritores Nativos Americanos emitieron un informe contra los miembros de la Rainbow Family que han llevado a cabo actos de explotación cultural y que deshumanizan a la población indígena.

#### Peinados, maquillaje y modificaciones corporales
Los líderes de Israel condenaron la adopción de costumbres egipcias y canaenses, en concreto, el pelo rapado y la barba. Igualmente el Antiguo Testamento distingue la circuncisión religiosa hebrea de otras culturas como la egipcia, donde la práctica tiene un fin estético o práctico.
Durante principios del siglo XVI, los hombres europeos imitaban los cortes de pelo y barba de las estatuas de Antigua Grecia y Roma.
En el siglo XVII, Luis XIV llevaba pelucas para esconder su calvicie. Como otras muchas modas francesas, estas fueron apropiadas por los cortesanos de la Era Barroca británica y europea. 
Los soldados americanos de la Segunda Guerra Mundial se apropiaron del corte de pelo mohicano de la tribu nativo americana mohicana para intimidar a sus enemigos. Este peinado resurgió en 1950 por músicos de jazz como Sonny Rollins y la subcultura punk de 1980. 
Durante principios de los años 2000, los tatuajes tribales apropiados de las culturas africana y polinésica eran común entre la población blanca. Otros ejemplos son los actualmente llamados "dilatas", que son de origen aborígena y budista.

#### Deportes
Mientras la historia de la colonización y la marginalización no es algo solo propio de los americanos, la práctica de deportes de equipo no nativos que derivan sus nombres, imágenes y mascotas de pueblos indígenas, es algo común en Estados Unidos y Canadá. Esto ha persistido a pesar de las protestas de estos grupos indígenas. Cornel Pewewardy, profesor y director de estudios de las naciones indígenas en la universidad de Portland, menciona a las mascota como un ejemplo de racismo subconsciente que, mediante la utilización de imágenes de nativos americanos o de las primeras naciones en un contexto mediático inventado, se seguirá manteniendo una supremacía por parte de la cultura dominante. Se suele argumentar que estas prácticas mantienen una relación de poder entre la cultura dominante y la cultura indígena, y podría llegar a considerarse una forma de imperialismo cultural.
Estas prácticas pueden verse como dañinas en colegios y universidades,en las cuales se ha establecido el propósito de promover la diversidad étnica y la inclusión. En reconocimiento a las responsabilidades de la educación superior de eliminar comportamientos que puedan llevar a crear una atmósfera hostil para la educación, en 2005 la NCAA inició una política contra nombres y mascotas “hostiles y abusivos” que concluyó en el cambio de algunos que procedían de la cultura nativa americana, aunque algunos fueron mantenidos ya que establecieron un acuerdo con estas tribus para poder usar esos nombres. Otros colegios mantuvieron su nombre ya que habían sido fundados por la educación nativa americana y que continuaban teniendo gran cantidad de alumnos indígenas. La tendencia hacia la eliminación de nombres y mascotas indígenas en colegios locales ha sido constante, según un estudio hecho por el Congreso Nacional de Indios Americanos (NCAI) se han eliminado más de dos tercios en los últimos 50 años.
Mientras que casi todas la tribus nativo-americanas se oponen a su representación mediante mascotas deportivas, solo una aprueba explícitamente esta clase de uso. Los Florida State Seminoles, que utilizan la iconografía de la tribu semínola y sus mascotas son Osceola y Renegade, una representación del líder de la tribu y su caballo appaloosa. 
Después de que la NCAA intentó prohibir el uso de los nombres y la iconografía de los nativos americanos en los deportes universitarios en 2005, la tribu semínola de Florida aprobó una resolución que ofrecía un apoyo explícito para el uso de la cultura semínola por parte de FSU y la mascota de Osceola; a la universidad se le otorgó una exención, citando la estrecha relación y la consulta entre el equipo y la tribu. En 2013, el presidente de la tribu se opuso a que los foráneos tomasen partido en la aprobación tribal, afirmando que la mascota de la FSU y el uso de la iconografía de semínola «representan el coraje de las personas que estuvieron aquí y todavía están aquí, conocidas como seminoles sin conquistar». Por otro lado, en 2013, la nación semínola de Oklahoma expresó su desaprobación de «el uso de todas las mascotas del equipo deportivo indio en el sistema escolar público, a nivel universitario y por equipos deportivos profesionales», y no todos los miembros de la rama de Florida de la tribu son solidarios con su postura. 
En otras antiguas colonias en Asia, África y América del Sur, también se encuentra la adopción de nombres indígenas para equipos indígenas en su mayoría. También hay nombres de equipos relacionados con la etnia derivados de las poblaciones de inmigrantes prominentes en la zona, como los Boston Celtics, Notre Dame Fighting Irish y Minnesota Vikings.
Los All Blacks han realizado un baile haka tradicional (un elemento de la cultura maorí) al comienzo de la mayoría de sus partidos desde al menos 1905, aunque una parte muy significativa de esos partidos (sin duda los anteriores) no tenía ninguno, y mucho menos una mayoría, de jugadores indígenas.
Los Juegos de la Mancomunidad de 2018 que se celebraron en Gold Coast, Australia, del 4 de abril de 2018, llamaron a su mascota Borobi, la palabra del pueblo Yugambeh para «koala», y han tratado de registrar la palabra a través de IP Australia (oficina de patentes australiana). La solicitud fue denegada por una organización de patrimonio cultural de Yugambeh, que argumenta que el comité organizador de los Juegos usó la palabra sin una consulta adecuada con el pueblo Yugambeh.

#### Cultura afroamericana
La palabra wigger o wigga es un término coloquial que hace referencia a una persona blanca que trata de imitar las costumbres, lenguaje, gestos y moda asociados la cultura afroamericana, en concreto el hip hop. Wigger es una palabra formada a partir de la palabra white (gente blanca) y nigger o nigga (gente negra). Entre la gente negra el término nigga es considerado amigable, sin embargo si es usado por gente blanca es ofensivo, pues se interpreta de forma racista.
La adopción por parte de gente blanca de los estereotipos de la población negra de gestos, forma de hablar y apariencia apareció tras la abolición de la esclavitud en la mundo Occidental. Este concepto ha sido documentado en Estados Unidos, Canadá, Reino Unido, Australia y otros países con mayoría de población blanca.

#### Idiomas
Los idiomas minoritarios también pueden ser apropiados. Un caso de esto es cuando no hablantes de escocés o gaélico, se hacen tatuajes en dichos lenguajes, que son considerados irrespetuosos y son criticados por los hablantes.
A principios de los años 2000, era muy popular entre los jóvenes blancos los tatuajes en escritura devanagari, en coreano o en japonés, en muchas ocasiones desconociendo su auténtico significado. Los tatuadores asiáticos respondieron a esta forma de apropiación cultural tatuando frases ofensivas o graciosas en sus clientes. Algunos ejemplos son el signo del cerdo, de prostitución, de noodles, vello púbico, entre otros.

## Exotismo y su intervención en la apropiación cultural
Exotismo (del griego tardío exô- « de fuera », exôtikos « extranjero, exterior ») es una actitud cultural de gusto por lo extranjero. El fenómeno se constata habitualmente en la historia de las civilizaciones en expansión. La curiosidad de la sociedad romana por las religiones de los márgenes de su Imperio, o los periodos de apertura de la historia de China a la cultura europea podrían ser muestras de exotismo. No obstante, esta actitud se produjo con más amplitud y variedad en Occidente, con el proceso de globalización que va desde la era de los descubrimientos al comercio globalizado actual, pasando por el colonialismo.
Gracias al exotismo que se genera en un mundo globalizado y mayormente capitalista, comienzan a crearse productos culturales que orillan hacia la capitalización de costumbres y tradiciones de culturas específicas. 
Esto genera que las culturas se conviertan en productos destinados al consumo de potenciales apropiadores culturales dañinos. Al convertir una particularidad en producto para consumo ajeno a la comunidad pueden desaparecer las cargas culturales que las rodean.

## Otros usos
En algunos casos, una cultura que es objetivo de apropiación cultural, puede convertirse en una "apropiadora" como consecuencia de la colonización y un extenso periodo de organización. Un ejemplo de esto es el gobierno de Ghana, que ha sido acusado de apropiación cultural por la adopción de festividades como El Día de la Emancipación, originariamente una día festivo caribeño, y promocionarlo hacia los turistas como un "festival africano".
Otro ejemplo es el hecho de llevar el punto bindi por parte de personas no hindúes, pues es considerado ofensivo por parte de la comunidad sudasiática.

## Críticas al término
Varios colectivos han denunciado el uso del concepto para amparar actitudes xenófobas y atacar fenómenos como el sincretismo cultural y el intercambio cultural realizados por las embajadas y grupos de fomento culturales de varios países, denunciando que el término apropiación cultural se usa como excusa para imponer actitudes racistas en contra de las culturas foráneas a la angloesfera.
John McWhorter, profesor en la Universidad de Columbia, ha criticado el concepto, argumentando que el préstamo cultural y el intercambio cruzado son generalmente positivos para el desarrollo cultural de los pueblos, y es algo que generalmente se hace por admiración, y sin intento de dañar, las culturas que se imitan; también argumentó que el término específico "apropiación", que puede significar robo, presenta una presunción engañosa cuando se aplica a una cultura que no es vista por todos como un recurso limitado: a diferencia de apropiarse de un objeto físico, otros imitan una idea tomada de la cultura de un grupo no privan intrínsecamente a ese grupo del origen de su uso.
En 2016, la autora Lionel Shriver en un discurso en el Festival de Escritores de Brisbane, afirmó el derecho de los autores a escribir desde cualquier punto de vista, incluido el de personajes de antecedentes culturales distintos de los suyos ya que como escritores "deberían tratar de ir más allá de las categorías restrictivas en las que hemos sido arrojados arbitrariamente por nuestro nacimiento. Si abrazamos estrechas identidades basadas en grupos demasiado estrechos, nos aferramos a las mismas jaulas en las que otros tratan de atraparnos". También afirmó el derecho de los autores de una mayoría cultural a escribir en la perspectiva de alguien de una minoría cultural, atacando la idea de que esto constituye una "apropiación cultural" no ética. Refiriéndose a un caso en el que estudiantes universitarios estadounidenses enfrentaban una acción disciplinaria por usar sombreros mexicanos en una 'fiesta de tequila', ella dijo: "El escándalo de la moraleja del sombrero es claro: 'se supone que no deberías ponerte en los sombreros de otras personas'. Sin embargo, eso es lo que nos pagan para hacer, ¿no es así? Ponerse en los zapatos de otras personas, y 'probar sus sombreros'". La activista social australiana de ascendencia sudanesa Yassmin Abdel-Magied abandonó el discurso de Shriver. Abdel-Magied luego escribió un artículo de opinión atacando fuertemente a shriver, publicado en The Guardian; que ha dirigido una serie de artículos sobre cuestiones de "apropiación cultural". En él, calificó el discurso como "un paquete envenenado envuelto en arrogancia y entregado con condescendencia". Reiteró las premisas y los argumentos básicos que forman la base ideológica de la "apropiación cultural", como se indica en las secciones anteriores, con respecto a la dicotomía mayoría/minoría, la identidad grupal, el colonialismo, etc.; pero no abordó los argumentos de Shriver sobre los méritos de la imaginación y la libertad de expresión e intelectual.
Otros autores de literatura han proclamado que el uso del concepto de apropiación cultural se aplica para realizar prácticas abiertamente fascistas como la censura, llamado a restringir las libertades intelectuales a través de leyes y el linchamiento público.